# Múscul transvers de l'abdomen
El múscul transvers de l'abdomen (musculus transversus abdomen), anomenat així per la direcció de les seves fibres. És un múscul que es troba a la part anterior i lateral de l'abdomen, sota del múscul oblic menor de l'abdomen; és el més profund dels músculs amples de la paret de l'abdomen. És parell (un a cada costat), ample i en forma de quadrilàter; carnós en la seva part mitjana i membranós en les seves dues extremitats. S'estén des de la columna vertebral fins a la línia alba.

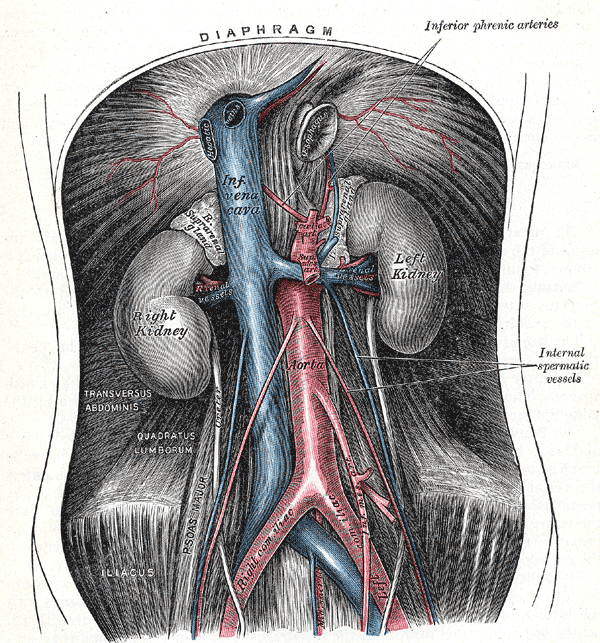
L'aorta abdominal i les seves branques.

El transvers de l'abdomen sorgeix del terç lateral de la lligament inguinal, a partir de les tres quartes parts anteriors del llavi intern de la cresta ilíaca, la fàscia toracolumbar –entre la cresta ilíaca i la dotzeava costella, i de les superfícies internes dels cartílags de les costelles inferiors (generalment sis) on es confon amb el diafragma. Acaba en una aponeurosi d'extensió variable; les seves fibres s'ajunten amb les de l'oblic menor per formar el tendó conjunt. El múscul acaba en la línia mitjana de l'abdomen d'una persona. :248-250
Sobre la cara externa del transvers es troben els músculs oblics major i menor. La seva cara interna es relaciona amb el peritoneu, del qual es troba separada per la fàscia transversal i la fàscia extraperitoneal. En les parts musuclar i aponeuròtica inferiors tant de l'oblic menor com del transvers de l'abdomen apareixen defectes fusiformes que queden ocupats per fàscia. Els dos músculs, a vegades estan units, i el transvers pot faltar per complet.
Rep branques nervioses ventrals procedents dels sis darrers nervis raquidis toràcics i del primer lumbar. És un múscul expirador i compressor de les vísceres de l'abdomen.

## Imatges

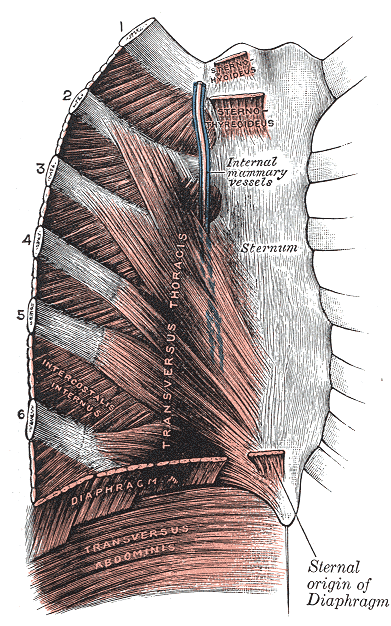
Superfície posterior de l'estern i els cartílags costals.
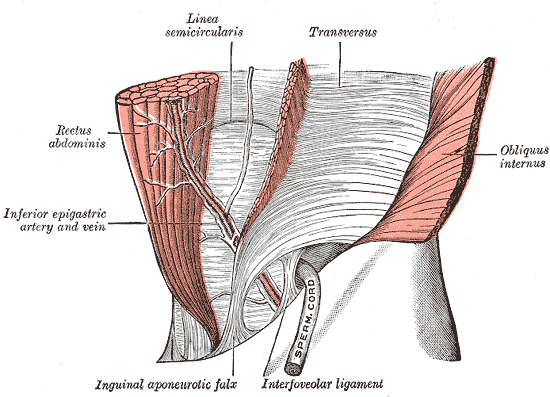
El lligament interfoveolar, vista anterior.
Diagrama de la beina del recte.
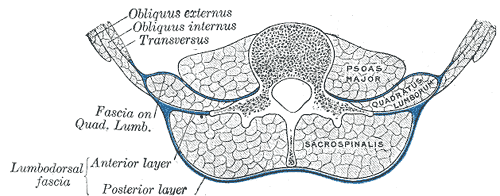
Diagrama d'una secció transversal de la paret abdominal posterior.
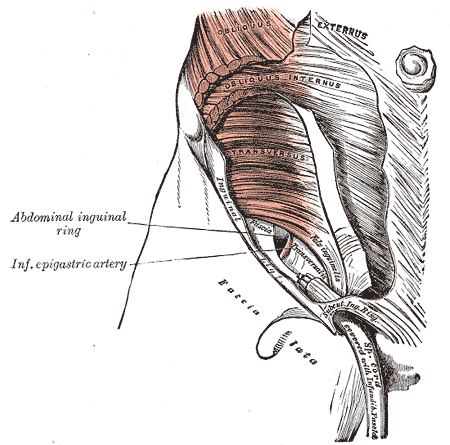
L'anell inguinal abdominal.